# Tenseur de torsion

Illustration de la torsion le long d'une géodésique.

En géométrie différentielle, la torsion constitue, avec la courbure, une mesure de la façon dont une base mobile évolue le long des courbes, et le tenseur de torsion en donne l'expression générale dans le cadre des variétés, c'est-à-dire des « espaces courbes » de toutes dimensions. 
La torsion se manifeste en géométrie différentielle classique comme une valeur numérique associée à chaque point d'une courbe de l'espace euclidien. En termes imagés, si la courbure quantifie le caractère plus ou moins accentué des virages pris par une courbe en comparant celle-ci à un cercle dit « osculateur », la torsion marque la tendance à sortir du plan de ce cercle, en vrillant soit dans le même sens qu'une vis, soit dans le sens inverse.
Le tenseur de torsion, qui est en réalité un champ tensoriel, en est une version étendue au cadre des variétés diférentielles munies d'une connexion D. Il est défini par la formule :
{\displaystyle T(X,Y)=D_{X}Y-D_{Y}X-[X,Y]}
où [X,Y] est le crochet de Lie des champs de vecteurs X et Y. En considérant {\displaystyle \partial _{i}} une base de l'espace tangent, la connexion {\displaystyle D} se développe en  {\displaystyle D_{X}Y=(X^{i}\partial _{i}Y^{k}+X^{i}Y^{j}\Gamma _{ij}^{k})\partial _{k}}, le tenseur de torsion peut s'exprimer en coordonnées locales de la manière suivante :
{\displaystyle T(X,Y)=(X^{i}\partial _{i}Y^{k}+X^{i}Y^{j}\Gamma _{ij}^{k})\partial _{k}-(Y^{i}\partial _{i}X^{k}+Y^{i}X^{j}\Gamma _{ij}^{k})\partial _{k}-(X^{i}\partial _{i}Y^{k}-Y^{i}\partial _{i}X^{k})\partial _{k}}
{\displaystyle T(X,Y)=X^{i}Y^{j}(\Gamma _{ij}^{k}-\Gamma _{ji}^{k})\partial _{k}}
La connexion est dite sans torsion quand ce tenseur est constamment nul. C'est le cas par exemple de la connexion de Levi-Civita en géométrie riemannienne,.